# Wolfgang Gebing
Wolfgang Gebing (* 16. April 1964 in Kleve) ist ein deutscher Politiker (CDU). Er ist seit dem 2. November 2020 Bürgermeister der Stadt Kleve.

## Biografie
Gebing wuchs in Materborn auf. Er studierte Rechtswissenschaften an der Universität Trier, wo er auch als wissenschaftlicher Mitarbeiter tätig war. Seit 1996 ist er niedergelassener Rechtsanwalt in Kleve.

## Politik
Gebing war von 1999 bis 2016 Vorsitzender der CDU Materborn und seit 2016 Vorsitzender der CDU Kleve. Seit 2004 gehört er dem Rat der Stadt Kleve an und war dort seit 2014 Fraktionsvorsitzender der CDU-Fraktion.
Bei der Kommunalwahl in NRW 2020 setzte sich Gebing in einer Stichwahl mit rund 53 % gegen die bisherige Amtsinhaberin Sonja Northing durch. Er wurde am 2. November 2020 im Amt eingeführt. 